# Tochigi Green Stadium
Das Tochigi Green Stadium (jap. 栃木県グリーンスタジアム, Tochigi-ken Gurīn Stajiamu) ist ein 1993 eröffnetes Fußballstadion in der japanischen Stadt Utsunomiya, Präfektur Tochigi. Es war bis 2019 die Heimspielstätte des Fußballvereins Tochigi SC. Die Anlage hat ein Fassungsvermögen von 18.025 Personen. Bei dem Stadion handelt es sich um ein reines Fußballstadion. 2020 wechselte der Tochigi SC in das neue Kanseki Stadium Tochigi um.